# Василь Ілліч Скоропадський
Скоропа́дський Васи́ль Ілліч (? — 1727) — український військовий і політичний діяч. Представник роду Скоропадських. Другий син Іллі Скоропадського. Брат гетьмана Івана Скоропадського. Військовий канцелярист (1676), сотник Березинської сотні (1697–1709), полковий обозний Чернігівського полку (1713–1721), генеральний бунчужний (1726–1727).

## Біографія
Народився в Умані. Навчався у Києво-Могилянській академії. 1674 року переселився разом із братом Іваном Скоропадським на Лівобережну Україну. Служив у гетьмана Івана Самойловича в Генеральній військовій канцелярії. 1676 року отримав уряд військового канцеляриста, займався дипломатичною діяльністю. В жовтні і грудні 1676 відправлений як посол до Москви. 1682 року разом із козаками Березинської сотні був присутній на урочистій церемонії інтронізації московських царів Івана V та Петра І. За гетьманування Івана Мазепи обіймав посаду березинського сотника Чернігівського полку (1697–1709). 1705 року брав участь в поході на Старий Костянтинів. За гетьманування брата Івана Скоропадського отримав посаду полкового обозного Чернігівського полку — командира полкової артилерії (1713–1721). 1726 року, за урядування Малоросійської колегії в Україні, дістав посаду генерального бунчужного. Помер 1727 року.

## Сім'я
- Дружина: NN (?—1695) — донька Павла Голубовича, генерального осавула. Померла бездітною.
- Дружина (від 1705): Ксенія Томівна (?—?)
- Сини

Михайло Скоропадський
Іван Скоропадський, генеральний осавул.
- Доньки

Анастасія Скоропадська (1723 — ?)
+ Федір Кочубей, бунчуковий товариш.
Параскева Скоропадська (? — ?)
+ Іван Забіла, хорунжий Генеральної військової канцелярії.